# الس پایارسس
الس پایارسس (به اسپانیایی: Els Pallaresos) یک شهرستان در اسپانیا است که در استان تاراگونا واقع شده‌است.

## خصوصیات
الس پایارسس ۵٫۵۳ کیلومترمربع مساحت و ۳٬۹۹۱ نفر جمعیت دارد و ۱۲۱ متر بالاتر از سطح دریا واقع شده‌است.